# アキタスズムシソウ
アキタスズムシソウ（学名：Liparis longiracemosa）は、ラン科クモキリソウ属の地生の多年草。
2019年に新種記載された。

## 特徴
偽鱗茎は卵形で長さ1-3.5cm。葉は茎の基部に2個が相対してつき、葉身は卵状楕円形で、長さ10-20cm、幅2-6(-9)cm、先は鈍頭またはやや鋭頭、縁は全縁またはやや波打ち、表面は無毛で光沢があり、緑色。葉柄は長さ3-10cmあり、翼がある。
花期は6-7月。高さ15-40cmになる花序が直立し、先端に4-40の花を総状につける。花茎は無毛で稜線があり、緑色。苞は長さ1-5mmになる卵形で緑色、先端が鋭形となる花柄子房はねじれた棍棒状で、長さ10-20mmになり紫色をおびる。背萼片は線状披針形で先はやや鋭形、長さ8-11mm、幅2.5-3.5mm、ときにわずかに外巻になり、直立するかやや反曲する。側萼片は倒卵形または倒披針形で先はやや鋭形、上部でややねじれ、長さ8-11mm、幅2.5-3.5mm、3萼片は紫色をおびる。側花弁は線形で先は鈍形、長さ9-12mm、幅0.5-1.0mmで、強く外側に巻き、垂れ下がり、ときにわずかにねじれ、紫色をおびる。唇弁は卵形で、長さ8-10mm、幅5-7mm、縁は全縁か微細な鋸歯があり、基部で反り返り、鈍頭で先は短くとがり、濃紫色、帯紫色または緑色になる。蕊柱は長さ4-5mm、内側に湾曲し、内側に浅い溝があり、円形の翼があって基部で広がる。腹部は緑色または淡緑色で基部は紫色をおびる。花粉塊は2対で4個あり、蝋質で黄色。葯帽は先端が嘴状になり、緑色から紫色になる。
花色は、濃紫色から淡緑色まで変異がある。唇弁は淡紅紫色に濃紅色の脈がある。

## 分布と生育環境
日本固有種。北海道、本州、四国、九州に分布し、落葉性広葉樹林または針葉樹と広葉樹の混交林内の、やや開けた、やや湿った場所に生育する。

## 新種記載
2019年8月に国立科学博物館植物研究部の堤千絵、遊川知久および加藤雅啓（以下「堤千絵ら (2019)」という。）によって、国立科学博物館が刊行する「国立科学博物館研究報告B類（植物学）」 Bulletin of the National Museum of Nature and Science　Series B (Botany) に論文が掲載され、新種として記載された。これまで、「スズムシソウ」「セイタカスズムシソウ」と呼ばれるものには、形態が異なる3タイプがあることが知られていた。しかし、「スズムシソウ- L. makinoana Schltr.」「セイタカスズムシソウ- L. japonica (Miq.) Maxim.」については、タイプ標本が行方不明で、分類が混乱していた。「スズムシソウ」に関しては、新たなタイプ標本を選定し新種 L. suzumushi とした。「セイタカスズムシソウ」に関しては、ネオタイプを選定し、L. japonica を L. makinoana とした。本種については、従来から「アキタスズムシ- Liparis. sp.」として「別のタイプ」として知られていたが、堤千絵ら (2019) の記載発表により新種とされた。 

## 近縁種「セイタカスズムシソウ」との見分け方
本種は、近年まで「セイタカスズムシソウ」と混同されてきた。本種は同種によく似ているが、比べると本種の方が唇弁が小さいこと、側萼片が広いこと、セイタカスズムシソウの方が花序の花がまばらであることで区別することができる。併せてスズムシソウとの比較は次のとおりである。
| 和名                 | 学名             | 旧学名       | 花期  | 植物体の高さ | 唇弁（長さ×幅） | 側萼片（長さ×幅） | 花序につく花の数 |
| -------------------- | ---------------- | ------------ | ----- | ------------ | --------------- | ----------------- | ---------------- |
| スズムシソウ         | L. suzumushi     | L. makinoana | 5-6月 | 10-25cm      | 14-17mm×11-15mm | 13-16mm×3.5-4mm   | 4-16個           |
| セイタカスズムシソウ | L. makinoana     | L. japonica  | 6-7月 | 10-35cm      | 9-12mm×6-9mm    | 8-11mm×2-3mm      | 4-30個           |
| アキタスズムシソウ   | L. longiracemosa | (L. sp.)     | 6-7月 | 10-40cm      | 8-10mm×5-7mm    | 8-11mm×2.5-3.5mm  | 4-40個           |

## 名前の由来
和名はアキタスズムシソウ。新種記載の堤千絵ら (2019) による命名。堤千絵らが、2008年に秋田県北秋田市で採集したものがタイプ標本となっている。
種小名（種形容語）longiracemosaは、「長い総状花序のある」の意味。
これらの和名、学名は堤千絵ら (2019) による記載命名であるが、正式に発表される前から、「アキタスズムシ」の名前は使われていた。

## ギャラリー

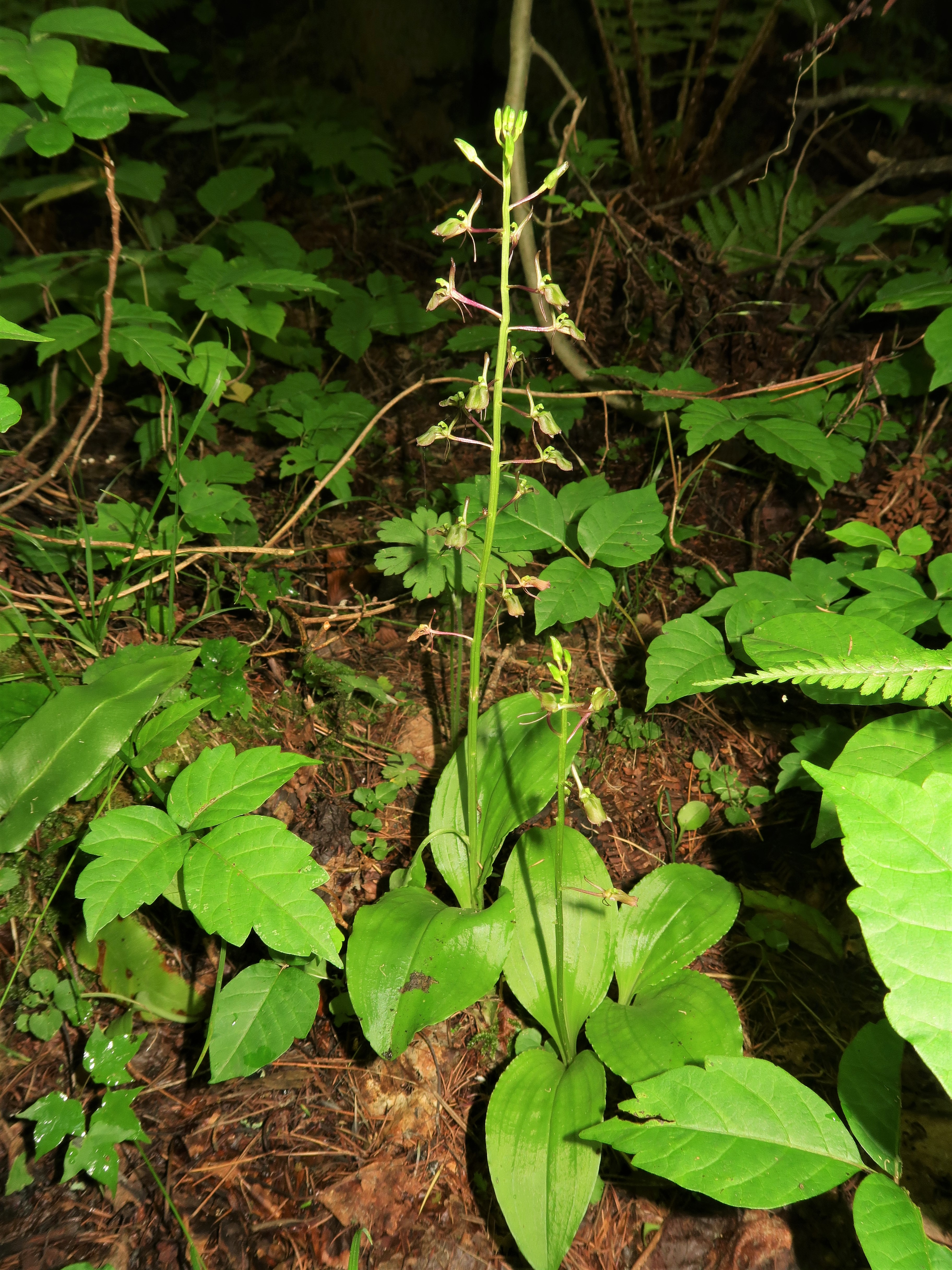
植物体の全景。
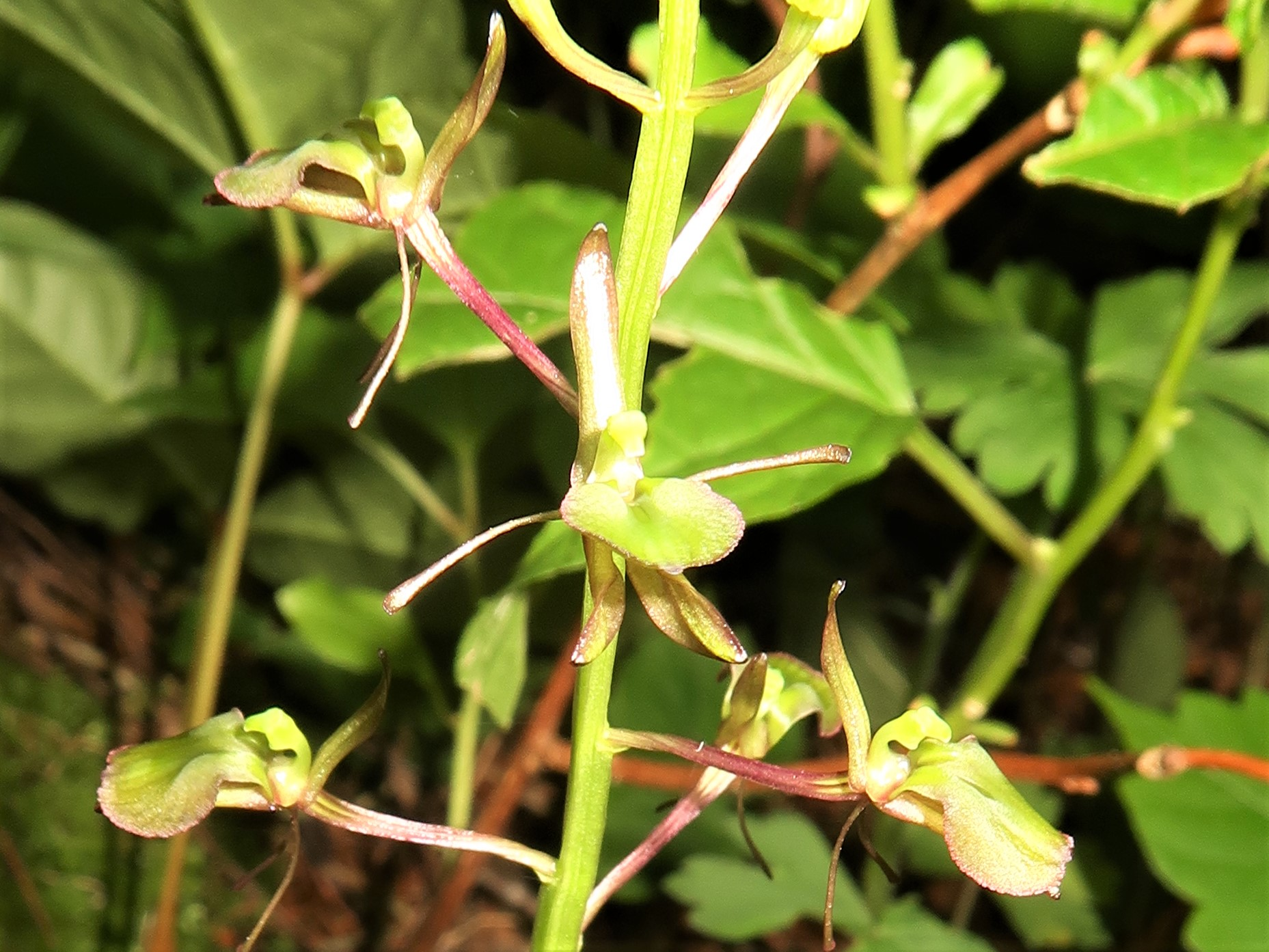
背萼片は線状披針形で先はやや鋭形、わずかに外巻になる。側花弁は線形で先は鈍形、強く外側に巻き、垂れ下がる。
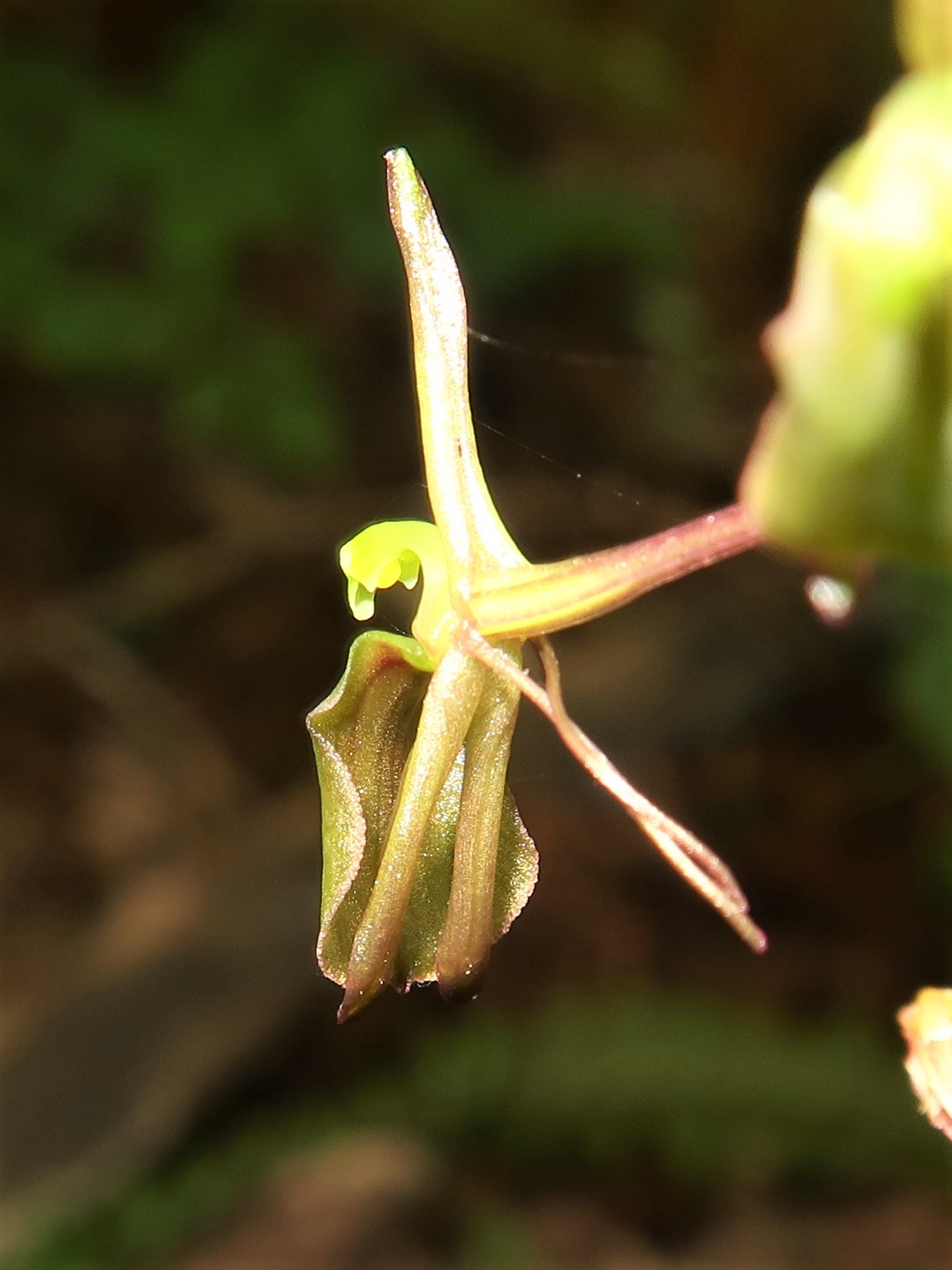
側萼片は倒卵形または倒披針形で先はやや鋭形。唇弁は卵形であるが、左右が内側に半曲している。
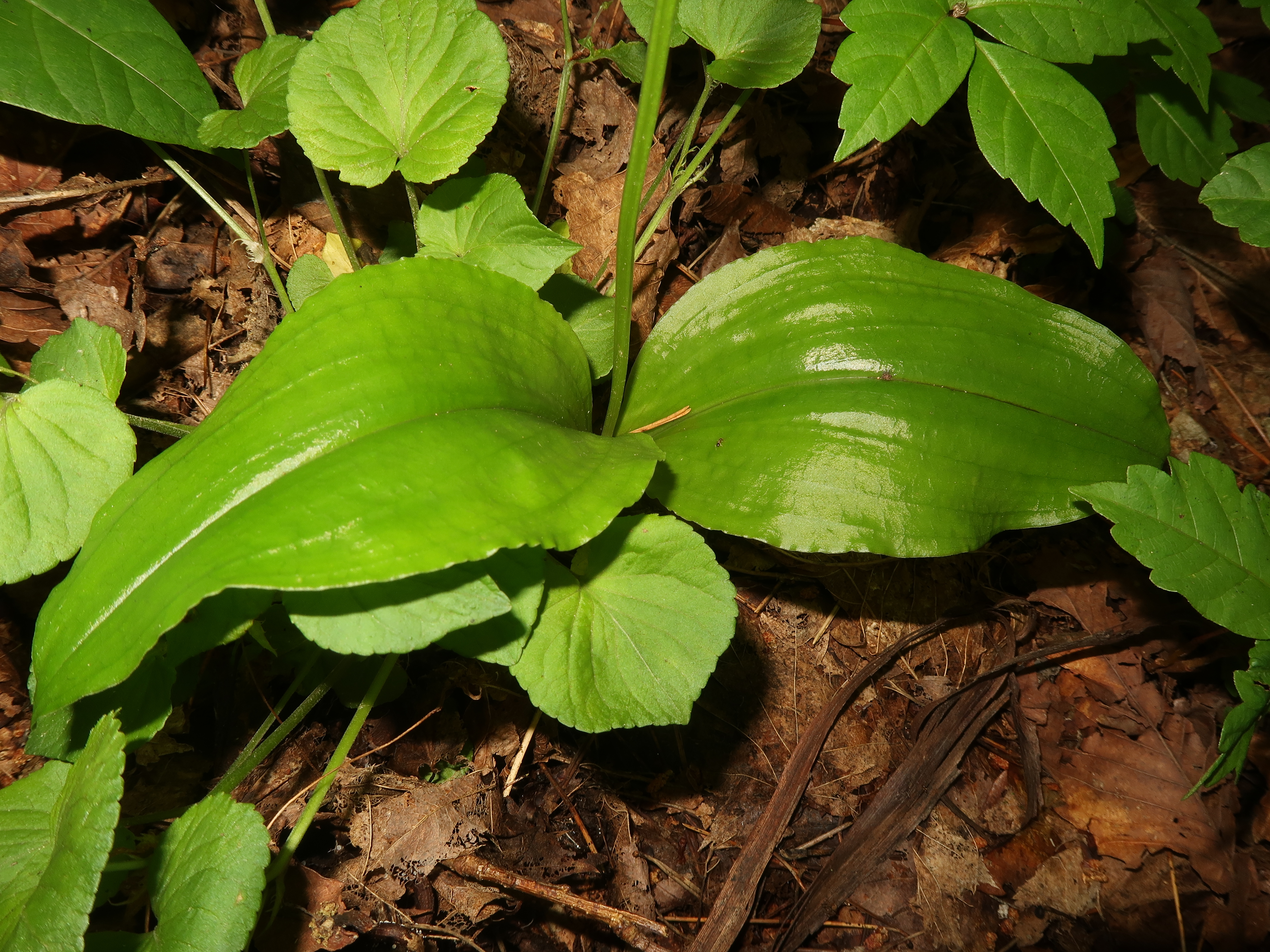
葉は卵状楕円形で、縁はやや波打ち、表面は無毛で光沢がある。